# Anky Rookmaaker

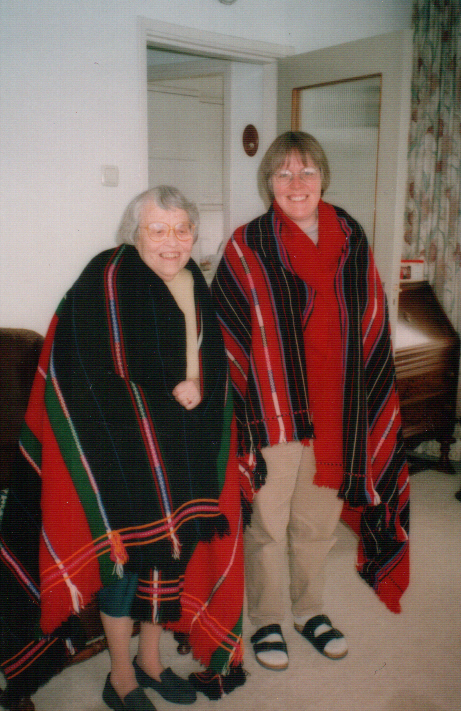
Mevr. Rookmaaker en dochter Marleen traditioneel gekleed door vrienden uit Manipur, India

Anna Marie (Anky) Rookmaaker-Huitker (10 augustus 1915 – 10 februari  2003) startte op 51-jarige leeftijd, na drie kinderen te hebben opgevoed, in het midden van de jaren 60 een organisatie voor kinderhulp in Afrika en Azië. Ze was ook onderdeel van de l'Abri Fellowship. Samen met haar echtgenoot Hans Rookmaaker stond ze aan de wieg van de Nederlandse afdeling van deze christelijke gemeenschap die erop uit is om eerlijke antwoorden op eerlijke vragen te geven.

## Het kinderwerk
Rookmaaker was erg geïnteresseerd in het kinderwerk van vrouwelijke zendelingen als Amy Carmichael en Ramabai Mukti. Tijdens het midden van de jaren 60 startte ze een van de eerste financiële adoptieorganisaties van Nederland voor arme kinderen in Azië en Afrika, die zich ontwikkelde tot de organisatie Stichting Redt een Kind, tegenwoordig Red een Kind geheten.
Er waren drie uitgangspunten:
1. Het veldwerk wordt geheel en al toevertrouwd aan inheemse  organisaties en staf.
2. De kinderen krijgen een goede opleiding en worden onderwezen in het evangelie.
3. De fondsenwerving en administratie worden zo veel mogelijk door vrijwilligers gedaan.

Vooral het eerste uitgangspunt werd in die tijd als revolutionair gezien. De Rookmaakers, die zelf bekeerlingen waren, hadden een gezond wantrouwen tegen de vaak paternalistische houding van zendelingen en hulpverleners. Zij geloofden in heldere doelen en inheems ‘ownerschip’. Anky Rookmaaker werkte met plaatselijke partnerorganisaties en leiders zoals Bisschop Wellington Mulwa van de Africa Inland Church, Kenia, Mr. P. Samuel en Dr. Sam Kamaleson van de Bethel Fellowship, Tamil Nadu, India en Mr. Ros Infimate van de Reformed Presbyterian Church of North India.
Rond 1981 werden meer dan 5.000 kinderen geholpen via 14 partnerorganisaties in 4 landen. Vanaf 1981 werd er één professionele kracht aangesteld en in 1983 nog één, maar het leeuwendeel van het werk bleef uitgevoerd door vrijwilligers. In 1992 werd zij geridderd in de Orde van Oranje-Nassau. Rookmaaker verliet het werk in 1995 toen ze 80 werd. Ten tijde van haar overlijden in 2003 benaderde het totaal aantal kinderen voor wie werd gezorgd de 20.000. Het aantal kinderen dat tot dan toe hulp had ontvangen, was meer dan 50.000.